# Imanuel Bonsu
Imanuel Bonsu (Amsterdam, 17 april 2003) is een Ghanees Nederlandse voetballer 
Hij maakte zijn debuut in het betaald voetbal op 27 augustus 2021 tegen Telstar in een 3-0 thuisoverwinning. Hij kwam in de 82ste minuut in het veld voor Oussama Alou. Eind augustus 2022 werd het contract van Bonsu beëindigd.